# Martina Bischof
Martina Bischof (23 novembre 1957) è un'ex canoista tedesca.
Ha vinto una medaglia d'oro nel K2 500 m ai Giochi olimpici di Mosca 1980.

## Palmarès
- Olimpiadi
  - Mosca 1980: oro nel K2 500 m.

- Mondiali
  - 1979 - Duisburg: oro nel K4 500 m e argento nel K2 500 m.